# Гаджиев, Магомедэмин Нурутдинович
Гаджиев Магомедэмин Нурутдинович (кум. Гьажиланы Магьамматамин Нурутдинни уланы; 27 июня 1961 года, г. Красноводск, ТССР, СССР) — российский политик и государственный деятель, экс-глава администрации Каякентского района республики Дагестан. «Заслуженный тренер России». Член исполкома Союза тхэквондо России.

## Биография
Магомедэмин Гаджиев родился 27 июня 1961 года в городе Красноводск в Туркменской ССР. По национальности — кумык. Женат, воспитывает троих детей, имеет высшее образование.
С 1975 года начинает систематические занятия спортом в Махачкале в секции дзюдо;
В 1979 году окончил Махачкалинскую среднюю школу № 1;
С августа по ноябрь 1979 г. работал Махачкалинского ремзавода «Госкомсельхозтехники»;
С 1979 по 1981 г. — служба в рядах Советской Армии (ВДВ);
С 1981 по 1985 г. — слесарь, токарь-револьверщик, мастер производственного участка № 1 цеха № 11, освобожденный зам.секретаря, комитета комсомола (с правами райкома) завода им. М. Гаджиева;
С 1982 г. по 1988 г. — учился в Дагестанском государственном университете;
С 1985 г. по 1989 г. — второй секретарь Махачкалинского горкома ВЛКСМ;
С 1989 г. по 1991 г. — инструктор идеологического отдела Махачкалинского горкома КПСС;
С 1990 года по настоящее время — Президент региональной организации «Дагестанская федерация боевых искусств»;
С 1994 г. по 2008 — Директор ГУ «Дагестанский государственный центр боевых искусств»;
С января 2009 г. по декабрь 2009 г. — главный тренер сборных команд России по тхэквондо ФГУ ЦСП Минспорттуризма России. Под его руководством сборная России по олимпийскому тхэквондо (WTF) командном Кубке мира 2009 года, проходившем в Баку, показала свой лучший результат в истории: женская команда завоевала серебряные медали, мужская — бронзовую. Также занимался подготовкой национальной команды к чемпионату мира по WTF в Дании. 21 декабря 2009 года он покинул свой пост, который решением, принятом на заседании Союза тхэквондо России, занял Алексей Палкин.
С 2010 г. по 2012 г. — советник Председателя Правительства РД;
С 2012 г. по 2014 г. — заместитель председателя Совета при Президенте РД по развитию физкультуры и спорта;
С 2013 по 2014 — проходит магистратуру РАНХиГС по направлению «социальное проектирование в системе государственного и муниципального управления»;
С 18 апреля по 27 октября 2014 г. — исполняющий обязанности Главы Администрации Советского района г. Махачкалы;
С 27 октября 2014 г. — исполняющий обязанности Главы, а с 07 июля 2015 г. — Глава Администрации Каякентского района Республики Дагестан.
В ноября 2019 — отстранен от должности по подозрению в превышении должностных полномочий.
6 июля 2020 года — решением Каякентского районного суда был признал виновным по ч. 2 ст. 286 УК РФ и ему было назначено наказание в виде 4 лет лишения свободы условно с лишением права занимать руководящие должности. 27 августа 2020 года Верховный суд Дагестана не удовлетворил апелляцию, и оставил приговор в силе.